# Ernst Beckman
Ernst Beckman (født 10. maj 1850 i Uppsala, død 16. april 1924 i Californien) var en svensk forfatter og politiker. Han var søn af Anders Fredrik Beckman.
Beckman blev efter afgangseksamen fra Härnösand student i Tübingen 1868. I en årrække dyrkede han nationaløkonomiske og pædagogiske studier i udlandet, særlig i England og Nordamerika. I 1876 blev han ved sin hjemkomst folkeskoleinspektør i Södermanland og arbejdede her ivrigt for indførelsen af sløjd ved skolerne. De følgende år tog journalistikken hans meste tid (1880—83 var han redaktør af Ny illustrerad Tidning, 1885—86 "biträdande redaktör" ved Stockholms Dagblad, 1887—90 redaktør af Aftonbladet). I 1884 var Beckman blevet medlem af den første store arbejderforsikringskommission og er i de følgende år ofte optrådt i arbejderspørgsmaal, altid som frisindet og varmt interesseret af at forbedre arbejdernes kår. Talefrihed, almindelig valgret, folkeoplysning og afholdssagen havde altid en varm forkæmper i Beckman. Han har blandt andet også udarbejdet de første love for den livskraftige F.V.O. ("Föreningen for välgörenhetens ordnande"). Beckman var rigsdagsmand 1886—87, 1891—93 og 1903—10; 1911 fik han sæde i første kammer. Han bekæmpede altid energisk den i Sverige så høje told på levnedsmidler, og han var med til at stifte Föreningen mot lifsmedelstullar. 
Af Beckmans store forfatterskab kan nævnes Från nya verlden (1877), Från påfvarnes land (1880), Amerikanska studier, 1: Våra landsmän i Amerika. 2: Pressen i Förenta staterna (1882), I tjenst bland främlingar (1885) (heri skildres svenskernes hårde kår i Nordtyskland; dette for at fremkalde skærpede forholdsregler mod udvandringsagenterne), Den stora presenten, korta betraktelser öfver sädestull (politisk stridsskrift, udgivet i 30 000 eksemplarer, 1887), Hvad arbetaren kostar på sig (1899) (hvori søgtes påvist, hvad arbejderen giver ud til spirituosa), Den interparlamentariska unionen (1902). Beckman var i mange år været medlem af det interparlamentariske råd og 1902—14 formand for den liberale hovedorganisation, Frisinnade landsföreningen samt flere gange formand for Publicistklubben og generalsekretær ved verdens-journalist-kongressen i Stockholm 1897.